# Liste der Wiener Gemeindebauten/Döbling
Diese Liste zählt die Gemeindebauten im 19. Wiener Gemeindebezirk Döbling auf.
Es werden nur solche Objekte angeführt, die seit Beginn des sozialen Wohnbaus errichtet wurden. Ältere Häuser, die im Besitz der Stadt Wien sind und in denen ebenfalls Gemeindewohnungen vergeben werden, fehlen daher.
Die Bauten sind nach Adresse angeführt. Eine Übersicht über die Siedlungen der 1920er, die aus der von der Stadt Wien unterstützten Siedlerbewegung hervorgegangen sind, gibt es unter Liste der Wiener Wohnsiedlungen der Ersten Republik. Einen Sonderfall stellt das Julius-Tandler-Heim dar, das ursprünglich als Ledigenwohnheim konzipiert war, dann jahrzehntelang als Studentenheim diente und nunmehr als Obdachlosenheim fungiert.

## Bauten
| Name / ID                                               | Foto |                 | Adresse                                 | Baujahr   | Architekt(en) | Kunstobjekte | Wohnungen | Anmerkungen |
| ------------------------------------------------------- | --- | --------------- | --------------------------------------- | --------- | --- | --- | --------- | --- |
| 1383                                                    | 1 BW | Datei hochladen | An den langen Lüssen 17-27 Standort     | 1961–1963 | Theodor Trojan, Werner John | Mosaikwandbild „Abstraktion“ von Walter Eckert, Natursteinplastik „Liegender Bison“ von Hubert Fiala | 85        | Besteht aus einem Mehrfamilienhaus und mehreren Einfamilienhäusern. Identadresse Aslangasse 16-42, Aslangasse 19-87, Wenckebachgasse 1-49, Wenckebachgasse 2-28 |
| 1404                                                    | BW | Datei hochladen | Arbesbachgasse 14-16 Standort           | 1987–1988 | Peter Pázmándy | | 21        | Identadresse Friedlgasse 42-44 |
| 1403                                                    | BW | Datei hochladen | Arbesbachgasse 20 Standort              | 1987–1988 | Peter Pázmándy | | 34        | Identadresse Flotowgasse 24 |
| Josef-Wiedermann-Hof 17                                 | 1 BW | Datei hochladen | Billrothstraße 32 Standort              | 1966–1968 | Josef Horacek | Mosaik „Kinderspiele“ am Kindergarten sowie die Mosaike an der Balkonbrüstung des Festsaals, beide von Hans Robert Pippal | 64        | Benannt nach dem Landtagsabgeordneten Josef Wiedermann (1901–1959) Identadresse Gatterburggasse 2a |
| Rosa-Albach-Retty-Hof 260                               | 1 | Datei hochladen | Billrothstraße 42-48 Standort           | 1973–1975 | Hanns Kunath | Keramikrelief „Sonnenrad“ von Gertrude Diener-Hillinger, Vogeltränke von Elisabeth Eisler | 69        | Benannt nach Rosa Albach-Retty |
| 1366                                                    | BW | Datei hochladen | Billrothstraße 61 Standort              | 1956–1957 | Karl Kotal | | 16        | |
| 1333                                                    | 1 [[Vorlage:Bilderwunsch/code!/C:48.244719,16.344046!/D:Billrothstraße 77 : Mosaikwandbild „Dr. Theodor Billroth“ von Rudolf Hausner zur Schnellbahnstation Oberdöbling hin (ohne Baum davor, müsste also von unten durch den Zaun gemacht und extrem entzerrt werden)!/\|BW]]                                                 | Datei hochladen | Billrothstraße 77 Standort              | 1954–1955 | Leopold Ledwinka | Mosaikwandbild „Dr. Theodor Billroth“ von Rudolf Hausner zur Schnellbahnstation Oberdöbling hin | 22        | Identadresse Leidesdorfgasse 22 |
| 1352                                                    | 1 | Datei hochladen | Boschstraße 20-22 Standort              | 1952–1953 | Kurt Reinhart, Walter Foral, Walter Prutscher | Sgraffitowandbild „Die Künste“ von Artur Hecke | 168       | Identadresse Halteraugasse 2-4, |
| Mira-Lobe-Hof 1369                                      | 1 BW | Datei hochladen | Boschstraße 24 Standort                 | 1953–1956 | Josef Ludwig Kalbac, Lois Holk, Friedrich Schlossberg, Hans Bichler, Karl Eckenstorfer | Wandbild „Schlaf, Traum und Erwachen“ von Rudolf Reinkenhof, Sgraffitowandbild „Wiener Kastanienbaum“ von Rudolf Pleban sowie 16 Torfeldmosaike zum Thema „das Tragen“ von Walter Auer, Willi Bahner, Karl Bednarik, Romulus Candea, Erhard A. Dier, Maximilian Florian, Egon Haug, Wilhelm Kaufmann, Franz Klasek, Alex Leskoschek, Karl M. May, Franz Molt, Josef Quittan, Robert Schmitt, Elisabeth Stemberger und Emil Toman | 272       | Benannt nach Mira Lobe Identadresse Halteraugasse 1, Kreilplatz 2 |
| 1340                                                    | 1 BW | Datei hochladen | Budinskygasse 10 Standort               | 1930–1931 | Otto Rudolf Polak-Hellwig | Keramikeinfassung des Portals | 71        | Identadresse Hutweidengasse 29, Saileräckergasse 16 |
| 1393                                                    | BW | Datei hochladen | Budinskygasse 25-29 Standort            | 1967–1968 | Edith Lassmann | Zwölf Mosaikwandbilder „Exotische Fische und Meerestiere“ von Erna Grünseis-Frank | 36        | Identadresse Trautenauplatz 10 |
| 1392                                                    | 1 | Datei hochladen | Börnergasse 3 Standort                  | 1966–1968 | Franz Hoffmann | Freistehende durchbrochene Reliefwand „Turnende und spielende Kinder“ von Rudolf Schwaiger | 167       | Identadresse Weinberggasse 91-93, Hackenberggasse 1-5, Gustav-Pick-Gasse 4, Gugitzgasse 2 |
| 1387                                                    | BW | Datei hochladen | Börnergasse 15 Standort                 | 1963–1964 | Anton Lenhardt | Zementgussplastik „Vier Pinguine“ von Walter Auer | 72        | |
| Richard-Stockinger-Hof 1371                             | 1 | Datei hochladen | Cottagegasse 65 Standort                | 1958–1959 | Heinrich Schmid | Kunststeinsäulen „Vater, Vater, leih mir d'Scher“ und Mosaikbodenbelag „Gaberlspiel“ von Ilse Pompe-Niederführ | 57        | benannt nach Richard Stockinger |
| 1376                                                    | BW | Datei hochladen | Daringergasse 10 Standort               | 1958–1959 | Josef Schuster | Gedenkstein für Karl Grell am Straßeneck | 24        | Identadresse Traklgasse 12-16 |
| Helmut-Qualtinger-Hof 26                                | 1 BW | Datei hochladen | Daringergasse 12-20 Standort            | 1958–1959 | Hermann Kutschera | Brunnenplastik „Mutter mit Kind“ von Ferdinand Welz, Mosaike an den Eingängen von Stg. 22, 23 und 24 von Rudolf Hausner, Hermine Aichenegg und Carl Unger, Bronzeplastik „Stier“ von Georg Ehrlich (1960) | 368       | Benannt nach Helmut Qualtinger. Identadresse Iglaseegasse 71, Iglaseegasse 70-72, Paradisgasse 64-66, Paradisgasse 65-71, Traklgasse 2-10, Weinzingergasse 12-14, Weinzingergasse 9-11 |
| 1338 HERIS-ID: 48937 Objekt-ID: 52511                   | 1 | Datei hochladen | Döblinger Gürtel 10 Standort            | 1928–1929 | Leo Kammel | Zwei kniende Atlanten im Eingangsbereich | 33        | Denkmalschutz Identadresse Glatzgasse 6 |
| Professor-Jodl-Hof 217 HERIS-ID: 48933 Objekt-ID: 52507 | 1 | Datei hochladen | Döblinger Gürtel 21-23 Standort         | 1925–1926 | Rudolf Frass, Karl Dorfmeister, Rudolf Perco | Reliefportrait Friedrich Jodl | 228       | Denkmalschutz Benannt nach Friedrich Jodl Identadresse Guneschgasse 10-12, Sommergasse 7 |
| Arthur-Schnitzler-Hof 27                                | 1 | Datei hochladen | Döblinger Hauptstraße 1 Standort        | 1959–1960 | Michel Engelhart, Alois Machatschek | Brunnen „Reiter“ von Franz Fischer | 47        | Benannt nach Arthur Schnitzler |
| Emil-Reich-Hof 25                                       | 1 | Datei hochladen | Döblinger Hauptstraße 87-93 Standort    | 1955–1957 | Ladislaus Hruska, Kurt Schlauss | Steinplastik „Tanzendes Paar“ von Gottfried Buchberger, Sgraffitowandbild „Darstellungen von der Römerzeit bis zum 19. Jahrhundert“ von Ernst Schrom | 110       | Benannt nach Emil Reich |
| 1395                                                    | 1 | Datei hochladen | Eichelhofstraße 2 Standort              | 1969–1971 | Franz Marx | Mosaikwand „Abstrakte Komposition“ von Johannes Wanke | 48        | |
| 1359                                                    | BW | Datei hochladen | Flotowgasse 7 Standort                  | 1953–1954 | Otmar Sladek, Gottlieb Michal | Natursteinplastik „Schäfer“ von Karl Nieschlag am Gebäudeeck | 177       | Identadresse Hutweidengasse 19-21, Saileräckergasse 6 |
| Rebec-Hof 221 HERIS-ID: 49004 Objekt-ID: 52592          | 1 | Datei hochladen | Flotowgasse 12 Standort                 | 1929      | Rudolf Goebel | | 23        | Denkmalschutz Nach dem im Bürgerkrieg gefallenen Schutzbündler Ernst Rebec (1888–1934) |
| 1405                                                    | 1 | Datei hochladen | Gatterburggasse 2c Standort             | 1988–1989 | Anton Schweighofer | | 19        | |
| 1377                                                    | BW | Datei hochladen | Greinergasse 3 Standort                 | 1959–1961 | Hans Steineder | | 26        | |
| 1401                                                    | BW | Datei hochladen | Greinergasse 20 Standort                | 1983–1984 | Wilhelm Gehrke | | 17        | |
| Edwin-Schuster-Hof 39                                   | 1 | Datei hochladen | Greinergasse 36-38 Standort             | 1958–1960 | Hans Steineder | Natursteinplastik „Winzerin“ von Ernst Wenzelis | 41        | Benannt nach Edwin Schuster |
| 1378                                                    | BW | Datei hochladen | Grinzinger Allee 19 Standort            | 1960–1961 | Georg Lippert | | 37        | Identadresse Paradisgasse 62 |
| Julius-Deutsch-Hof 223 HERIS-ID: 48944 Objekt-ID: 52520 | 1 BW | Datei hochladen | Grinzinger Allee 54 Standort            | 1952–1953 | Rudolf Eisler, Carl Wilhelm Schmidt | Brunnenplastik mit Affen und Schildkröten von Hubert Wilfan, Relief „Familie“ von Alfons Loner | 210       | Denkmalschutz Benannt nach Julius Deutsch Identadresse Huschkagasse 1 |
| 1368 HERIS-ID: 97777 Objekt-ID: 113628                  | 1 | Datei hochladen | Grinzinger Straße 2 Standort            | 1955–1957 | Hans Steineder | Reliefsäule mit Weinlaub, Blattwerk, Eidechsen und einer Inschrift zur Geschichte Grinzings von Leopold Hohl an der Straßenecke | 30        | Denkmalschutz Identadresse Grinzinger Allee 76 |
| 1358                                                    | BW | Datei hochladen | Grinzinger Straße 49 Standort           | 1953–1954 | Martha Bolldorf-Reitstätter | | 18        | Identadresse Sandgasse 52 |
| Anton-Proksch-Hof 1363                                  | 1 | Datei hochladen | Grinzinger Straße 54 Standort           | 1954–1956 | Hans Petermair, Norbert Laad, Anton Valentin, Otto Niedermoser, Jakob Unterberger, Fritz Reichart, Fritz Grünberger | Kunststeinplastik Löwenpaar von Herbert Schwarz, Spielplastik Rutsche von Josef Schagerl, Spielplastik Fuchs von Walter Leitner, vier Majolikareliefs Orientierungspläne von Hubert Wilfan, Mosaikwandbild Arbeit im Weingarten von Hilde Prinz, Sgraffitobild Sonne und Tierkreiszeichen von Richard Exler, Plastik Mutter und Kind von Erich Pieler. Mosaik-Hauszeichen: Tempelhupfen, Bub und Schneemann (Roman Haller), Kinderfreibad, Schule, Spielende Kinder (Mea Bratusch), Spielende Kinder (drei Mosaike, Luka Bojin), Drachensteigen, Spielende Kinder (Marianne Neugebauer-Iwanska), Spielende Kinder (Herbert Schütz) | 398       | Benannt nach Anton Proksch Kunstobjekte unter Denkmalschutz, siehe Grinzinger Straße 54 und Grinzinger Straße 54. Identadresse Wallmodengasse 13, Anton-Proksch-Wohnhausanlage, Haubenbiglstraße 6, Huleschgasse 2-10, Neugebauerweg 1-9, Neugebauerweg 2-4, Reimersgasse 1-5, Reimersgasse 2-14 |
| 1349                                                    | 1 BW | Datei hochladen | Grinzinger Straße 123-131 Standort      | 1951      | Rudolf Kolowrath, Wilhelm Kaiser | Mosaikwandbild „Weingarten“ von Emil Roth | 58        | |
| 1394                                                    | BW | Datei hochladen | Görgengasse 8 Standort                  | 1969–1970 | Günter Krisch | | 39        | Identadresse Hutweidengasse 48 |
| 1380                                                    | BW | Datei hochladen | Görgengasse 9-11 Standort               | 1961–1962 | Herbert Thurner, Monika Stein, Sepp Stein, Friedrich Euler | „Kubischer Brunnen“ von Josef Schagerl, Kachelmosaik „Geometrisch-abstrakte Farbgliederung“ von Arnulf Neuwirth | 241       | Identadresse Hutweidengasse 53-65, Kratzlgasse 4-6, Saileräckergasse 44-46 |
| 1385                                                    | 1 BW | Datei hochladen | Görgengasse 26 Standort                 | 1963–1964 | Herbert Schmid, Libuse Partyka | Sandsteinplastik „Weinbergarbeiter“ von Alexander Zarowsky | 195       | Identadresse Weinberggasse 46 |
| 1374                                                    | 1 | Datei hochladen | Hameaustraße 2-4 Standort               | 1958–1960 | Hans Hülle | Natursteinplastik „Stehender Jüngling“ von Franz Anton Coufal, Portalmosaike „Gegenstandslose Ornamentik“ von Robert Keil, Günther Kraus und Maria Plachky | 71        | Identadresse Celtesgasse 4-6, Hofstädtengasse 2-4 |
| 1402                                                    | BW | Datei hochladen | Hardtgasse 10-12 Standort               | 1985–1986 | Herta Jerzabek | | 31        | |
| 1399                                                    | BW | Datei hochladen | Hardtgasse 14 Standort                  | 1979–1981 | Herta Jerzabek | | 20        | |
| Dittes-Hof 222 HERIS-ID: 48938 Objekt-ID: 52512         | 1 | Datei hochladen | Heiligenstädter Straße 11-25 Standort   | 1928–1929 | Arnold Karplus | Relief „Mutter mit Kind“, darüber die Inschrift: Wiener Arbeiter nehmen Kinder aus den Elendsgebieten Österreichs zu sich 1931–1932 | 285       | Denkmalschutz Benannt nach Friedrich Dittes Identadresse Devrientgasse 1-3, Döblinger Gürtel 14-16 |
| 1755                                                    | BW | Datei hochladen | Heiligenstädter Straße 33 Standort      | 1983–1985 | Werner Winterstein | Steinskulptur „Säule“ (oder „weibliche Figur“) von Oskar Bottoli im Innenhof | 177       | Identadresse Guneschgasse 9, Radlmayergasse 8-18 |
| Svoboda-Hof 219 HERIS-ID: 99387 Objekt-ID: 115517       | 1 | Datei hochladen | Heiligenstädter Straße 80 Standort      | 1926–1927 | Karl Ehn | | 59        | Denkmalschutz Benannt nach dem Schutzbündler und Opfer des Austrofaschismus Emil Svoboda (1898–1934) |
| Karl-Marx-Hof 220 HERIS-ID: 48896 Objekt-ID: 52462      | 1 | Datei hochladen | Heiligenstädter Straße 82-92 Standort   | 1927–1930 | Karl Ehn | Bronzefigur Sämann von Otto Hofner (1920), Blumenvasen mit plastischen Tierdarstellungen vor dem Kindergarten sowie vier Keramikfiguren von Josef Franz Riedl (Freiheit, Fürsorge, Aufklärung, Körperkultur) an der Fassade über den Rundbögen | 1272      | Denkmalschutz Benannt nach Karl Marx Gilt als „Flaggschiff“ der Gemeindebauten der Zwischenkriegszeit. Identadresse Boschstraße 1-19, Geistingergasse 1, Grinzinger Straße 110 |
| 1356 HERIS-ID: 111031 Objekt-ID: 128806                 | 1 | Datei hochladen | Heiligenstädter Straße 129 Standort     | 1953–1954 | Josef Hoffmann | Supraporte „Familie“ von Heinz Leinfellner | 48        | Denkmalschutz |
| 1364                                                    | 1 | Datei hochladen | Heiligenstädter Straße 141-145 Standort | 1954–1956 | Peter Tölzer, Maria Tölzer | Mosaikwandbild „Strandleben“ von Hans Thomas, Natursteinplastik „Pferde“ von Hubert Wilfan, Natursteinplastik „Rinder“ von Fritz Dobrowa | 282       | Kunstobjekte unter Denkmalschutz. Identadresse Hintergärtengasse, Grinzinger Straße 104-106 |
| 1339 HERIS-ID: 48891 Objekt-ID: 52456                   | 1 | Datei hochladen | Heiligenstädter Straße 146 Standort     | 1928–1929 | Alfred Castelliz | | 34        | Denkmalschutz |
| 1384                                                    | BW | Datei hochladen | Heiligenstädter Straße 152 Standort     | 1961–1962 | Jaro K. Merinsky | | 18        | |
| 1347                                                    | 1 | Datei hochladen | Heiligenstädter Straße 163 Standort     | 1950–1951 | Hans Muttoné, Alexander Kratky, Friedrich Novotny | Reliefpfeiler „Arbeit“ von Ferdinand Opitz aus dem Jahr 1953, nach einem Entwurf aus dem Jahr 1935 | 151       | Reliefpfeiler unter Denkmalschutz. Identadresse Greinergasse 10, Diemgasse 2-10 |
| 1354                                                    | 1 BW | Datei hochladen | Heiligenstädter Straße 165 Standort     | 1952–1953 | Karl Hauschka, Gustav Schüssler | Kunststeinrelief „Arbeit“ | 128       | Identadresse Greinergasse 12, Diemgasse 1 |
| 1345                                                    | BW | Datei hochladen | Heiligenstädter Straße 166-168 Standort | 1950–1951 | Albrecht Hrzan, Vinzenz Herrmann | | 95        | Identadresse Eisenbahnstraße 91 |
| 1379                                                    | BW | Datei hochladen | Heiligenstädter Straße 167-171 Standort | 1960–1962 | Jaro K. Merinsky | | 39        | |
| 1397                                                    | 1 | Datei hochladen | Heiligenstädter Straße 327-331 Standort | 1977–1979 | Manfred Wehdorn, Gerhard Molzbichler | Kunststeinreliefpfeiler „Meditationssäule“ von Stephan Kamenyeczky | 21        | Identadresse Wigandgasse 18 |
| Hansi-Lang-Hof 1370                                     | [[Vorlage:Bilderwunsch/code!/C:48.241949,16.337435!/D:Hansi-Lang-Hof Hutweidengasse 23-27 : Tiermotive als Mosaik- oder Marmorintarsienarbeiten („Hirte mit Schafen“ und „Schafe auf der Weide“ von Maria Szeni, „Hahn mit Henne“ und „Kuh mit Kalb“ von Erna Grünseis-Frank, „Pferde“ von Therese Schütz-Leinfellner)!/\|BW]] | Datei hochladen | Hutweidengasse 23-27 Standort           | 1956–1958 | Oskar Payer, Albrecht F. Hrzan, Karl Hartl, Maximilian (Max) Bauer | Tiermotive als Mosaik- oder Marmorintarsienarbeiten (Hirte mit Schafen und Schafe auf der Weide von Maria Szeni, Hahn mit Henne und Kuh mit Kalb von Erna Grünseis-Frank, Pferde von Therese Schütz-Leinfellner) | 110       | Benannt nach Hansi Lang Gemeinsam mit der Anlage Saileräckergasse 5-11 erbaut. Identadresse Saileräckergasse 8-14 |
| 1398                                                    | 1 | Datei hochladen | Hutweidengasse 64 Standort              | 1977–1979 | Roland Wagner | Messingplastik „Urauge“ von Hannes Turba | 51        | Identadresse Weinberggasse 87, Börnergasse 4-8 |
| 1386                                                    | BW | Datei hochladen | Kaasgrabengasse 3a Standort             | 1963–1964 | Friedrich Pangratz | | 36        | Identadresse Daringergasse 31, Delugstraße 2 |
| 1348 HERIS-ID: 48873 Objekt-ID: 52435                   | 1 BW | Datei hochladen | Kahlenberger Straße 7-9 Standort        | 1949–1951 | Rudolf Hofbauer, Elisabeth Hofbauer-Lachner | Wappen von Wien und Nussdorf über dem Eingang von Franz Waldmüller | 43        | Denkmalschutz Kombination eines älteren Hauses aus ca. 1760 mit neueren Zubauten. Identadresse Hammerschmidtgasse 33 |
| 1391                                                    | BW | Datei hochladen | Kratzlgasse 3 Standort                  | 1966–1968 | Walter Muchar | | 94        | Identadresse Hutweidengasse 67 |
| 1335                                                    | BW | Datei hochladen | Krottenbachstraße 37 Standort           | 1962–1963 | Johann Stöhr | | 13        | |
| 1362                                                    | 1 | Datei hochladen | Krottenbachstraße 39-41 Standort        | 1954–1955 | Friedrich Pangratz | | 38        | |
| 1334                                                    | BW | Datei hochladen | Krottenbachstraße 40 Standort           | 1966–1970 | Alois Brunner | | 54        | Identadresse Saileräckergasse 1 |
| 1373                                                    | [[Vorlage:Bilderwunsch/code!/C:48.240911,16.337911!/D:Krottenbachstraße 42-46 : Mosaike mit Tiermotiven (Rinder und Ziegen von Leopold Birstinger, Ziege mit Zicklein und Zicklein auf der Weide von Hermann Bauch, Gänse und Schweine von Otto Swoboda, Weide bei Tag und Nacht von Alfred Kirchner)!/\|BW]]                  | Datei hochladen | Krottenbachstraße 42-46 Standort        | 1956–1958 | Franz Hoffmann, Oskar Payer, Maximilian (Max) Bauer, Albrecht F. Hrzan, Karl Hartl | Mosaike mit Tiermotiven (Rinder und Ziegen von Leopold Birstinger, Ziege mit Zicklein und Zicklein auf der Weide von Hermann Bauch, Gänse und Schweine von Otto Swoboda, Weide bei Tag und Nacht von Alfred Kirchner) | 99        | Gemeinsam mit der Anlage Saileräckergasse 8-14 errichtet. Identadresse Saileräckergasse 5-11 |
| 1372                                                    | 1 BW | Datei hochladen | Krottenbachstraße 69-73 Standort        | 1957–1959 | Ferdinand Riedl | Schmiedeeisenplastik „Abstraktion“ oder „Konstruktives Denken“ von Rudolf Hoflehner, Torfeldmosaike von Fritz Riedl, Otto Beckmann und Hans Fabigan. | 48        | |
| 1355                                                    | 1 | Datei hochladen | Krottenbachstraße 90-92 Standort        | 1953–1954 | Ferdinand Kitt jun., Rotraut Hommer, Henry Lutz | Sgraffito-Wandbild „Wienerwald“ von Ferdinand Kitt sen. | 106       | Identadresse Kratzlgasse 2, Saileräckergasse 59 |
| 1360                                                    | BW | Datei hochladen | Krottenbachstraße 94-96 Standort        | 1953–1955 | Ferdinand Kitt jun., Rotraut Hommer, Henry Lutz | Sgraffitowandbild „Wiener Wein“ von Ferdinand Kitt sen. | 89        | |
| 1388                                                    | 1 | Datei hochladen | Krottenbachstraße 104 Standort          | 1966–1967 | Oskar Trubel, Hubert Matuschek, Josef Wöhnhart, Ernst Berg, Wenko Bossew | | 99        | Identadresse Börnergasse 2 |
| 1390                                                    | 1 | Datei hochladen | Krottenbachstraße 106 Standort          | 1965–1966 | Otto Ceska, Karl Vodak sen., Gustav Michenthaler, Harald Bauer, Anton Wiltschnig, Robert Gerlach, Franz Wafler sen. | Reliefwand „Befreiung von der Türkenbelagerung 1683“ von Eduard Robitschko | 294       | Identadresse Gugitzgasse 1, Gustav-Pick-Gasse 2, Börnergasse 1 |
| 1389                                                    | 1 BW | Datei hochladen | Krottenbachstraße 110 Standort          | 1966–1967 | Josef Wöhnhart, Hubert Matuschek, Wenko Bossew, Ernst Berg | Betonplastik „Drache“ oder „Rutsche“ von Hermann Walenta, Wandbilder zur Raimund-Zoder-Gasse | 202       | Identadresse Raimund-Zoder-Gasse 1, Silvaraweg 2 |
| 1396                                                    | 1 | Datei hochladen | Krottenbachstraße 122 Standort          | 1969–1972 | Ernst Irsigler, Gottfried Fickl, Rosl Maria Musel | | 232       | |
| 1346                                                    | 1 | Datei hochladen | Krottenbachstraße 183 Standort          | 1949–1950 | Viktor Fenzl | | 15        | Identadresse Glanzinggasse 65 |
| 1694                                                    | BW | Datei hochladen | Leidesdorfgasse 1 Standort              | 1995      | Erich Amon | | 7         | |
| 1341 HERIS-ID: 96660 Objekt-ID: 112215                  | 1 | Datei hochladen | Neustift am Walde 69-71 Standort        | 1930–1931 | Hugo Gorge | | 20        | Denkmalschutz |
| 1406                                                    | BW | Datei hochladen | Obkirchergasse 12-14 Standort           | 1990–1992 | Gregor Pribek | | 9         | |
| Karl-Mark-Hof 216 HERIS-ID: 49006 Objekt-ID: 52594      | 1 | Datei hochladen | Obkirchergasse 16 Standort              | 1924–1925 | Wilhelm Peterle | | 282       | Denkmalschutz Benannt nach Karl Mark Identadresse Leidesdorfgasse 4B, Leidesdorfgasse 2A, Sonnbergplatz 9-10, Leidesdorfgasse 2-4, Karl-Mark-Gasse, Leidesdorfgasse 2B, Leidesdorfgasse 3a |
| Professor-Harry-Glöckner-Hof 1367                       | 1 | Datei hochladen | Paradisgasse 30 Standort                | 1955–1957 | Hermann Kutschera, Hans Hoppenberger | Natursteinplastik eines sitzenden Frauenaktes von Hubert Wilfan | 102       | Benannt nach dem Sänger, Schauspieler und Bezirkshistoriker Harry Glöckner (1922–1999). Identadresse Zehenthofgasse 44, Formanekgasse 79 |
| Klose-Hof 215 HERIS-ID: 48940 Objekt-ID: 52514          | 1 | Datei hochladen | Philippovichgasse 1 Standort            | 1924–1925 | Josef Hoffmann | Plastik „Früchteträgerinnen“ von Anton Hanak als Portalbekrönung | 143       | Denkmalschutz Benannt nach dem im Bürgerkrieg gefallenen Viktor Klose (1904–1934) Identadresse Fickertgasse 2, Peezgasse 2, Werkmanngasse 2 |
| Pestalozzi-Hof 218 HERIS-ID: 48941 Objekt-ID: 52515     | 1 | Datei hochladen | Philippovichgasse 2-4 Standort          | 1925–1926 | Ella Briggs | Denkmal für Johann Heinrich Pestalozzi von Max Krejca | 122       | Denkmalschutz Benannt nach Heinrich Pestalozzi Identadresse Billrothstraße 5, Lißbauergasse 2 |
| Ella-Briggs-Hof 1342 HERIS-ID: 98212 Objekt-ID: 114109  | 1 | Datei hochladen | Philippovichgasse 6-10 Standort         | 1938–1940 | Johann Stöhr | Majolikaverkleidung der Portalzone mit Reliefs (zwölf Tierkreiszeichen) von Christa Vogelmayer | 44        | Denkmalschutz Benannt nach Ella Briggs Identadresse Franz-Klein-Gasse 2, Lißbauergasse 1 |
| 1350 HERIS-ID: 48876 Objekt-ID: 52438                   | 1 BW | Datei hochladen | Probusgasse 14-16 Standort              | 1958–1960 | Eva Poduschka | Keramikmosaik „Kaiser Probus“ von Helene Hädelmayr an der Fassade, Keramikreliefs „Beim Heurigen“ von Leopold Hohl und „Weinpresse“ von Richard Ruepp | 21        | Denkmalschutz |
| Gerda Lerner-Hof 1400                                   | 1 | Datei hochladen | Pyrkergasse 41 Standort                 | 1981–1983 | Robert Kanfer | | 19        | Benannt nach Gerda Lerner Identadresse Döblinger Hauptstraße 75 |
| 1336                                                    | 1 | Datei hochladen | Ruthgasse 7-9 Standort                  | 1906–1969 | Kurt Neugebauer, Karl Riess, Robert Kapeller | | 50        | |
| Kopenhagen-Hof 224                                      | 1 | Datei hochladen | Schegargasse 13-15 Standort             | 1956–1958 | Eduard Böhm, Wilhelm Hubatsch, Hans Pfann, Florian Omasta, Lucia Aichinger, Fritz Pariasek, Joachim Peters, Friedrich Punzmann | Natursteinplastik Spielende Bären von Josef Bock, Sonnenuhr von Helene Hädelmayr, Vogeltränke von Alfred Hrdlicka, Brunnen Vogelflug (mit Mosaik) von Herbert Schwarz, Keramisches Relief Familienleben um einen Eingang von Adele Stadler, Natursteinrelief Hausmusik von Franz Luby, Plastik Ruhende Frau von Alfons Riedel, Bronzeplastik Zwei spielende Knaben von Rudolf Schmidt | 432       | Benannt nach der Stadt Kopenhagen Kunstobjekte unter Denkmalschutz. Identadresse Hardtgasse 16-30, Billrothstraße 8-10 Vogeltränke von Jakob Laub und Natursteinrelief Hausmusik von Franz Luby nicht auffindbar                                                                                 |
| 1337 HERIS-ID: 48930 Objekt-ID: 52503                   | 1 | Datei hochladen | Schegargasse 17-19 Standort             | 1923–1924 | Friedrich Jäckel | | 58        | Denkmalschutz |
| 1344                                                    | BW | Datei hochladen | Scherpegasse 1a Standort                | 1957–1958 | Viktor Fenzl | | 25        | Identadresse In der Krim 4 |
| 1381 HERIS-ID: 68533 Objekt-ID: 81542                   | 1 | Datei hochladen | Sickenberggasse 1-5 Standort            | 1961–1963 | Franz Peydl | Keramikrelief „Sonnenuhr“ von Otto Trubel, Natursteinplastik „Zwei Geschwister“ von Robert Ullmann | 35        | Denkmalschutz Identadresse Greinergasse 28 |
| 1375                                                    | 1 | Datei hochladen | Sickenberggasse 11a Standort            | 1958–1960 | Henry Lutz | Mosaikornamente um einzelne Fenstergruppen | 34        | Identadresse Heiligenstädter Straße 162-164 |
| 1343                                                    | 1 | Datei hochladen | Sieveringer Straße 25 Standort          | 1949–1950 | Karl Schwarz | | 24        | Identadresse Trautenauplatz 27 |
| 1382                                                    | BW | Datei hochladen | Sieveringer Straße 102 Standort         | 1961–1962 | Oskar Payer | | 15        | Identadresse Windhabergasse 21 |
| 1365                                                    | BW | Datei hochladen | Sieveringer Straße 163 Standort         | 1955–1956 | Alfred Soulek | Mosaikwandbild „Weinhütereinzug“ von Georg Samwald | 24        | Identadresse Flemminggasse 2, Karthäuserstraße 2 |
| 1351 HERIS-ID: 13336 Objekt-ID: 9512                    | 1 | Datei hochladen | Silbergasse 4 Standort                  | 1951–1952 | Josef Hoffmann, Josef Ludwig Kalbac | Skulptur „Mutter und Kind“ von Fritz Wotruba, nicht mehr am Standort | 71        | Denkmalschutz Identadresse Nußwaldgasse 2 |
| Rudolf-Sarközi-Hof 1357                                 | BW | Datei hochladen | Springsiedelgasse 32 Standort           | 1952–1954 | Heinrich Vana, Norbert Schlesinger | Mosaikwandbild „Vögel“ von Joana Steinlechner-Bichler | 183       | Benannt nach dem Vorsitzenden des Roma-Kulturvereins Rudolf Sarközi Identadresse Armbrustergasse 33, Springsiedelgasse 32a, Zerritschgasse 1-3, Bernatzikgasse 1, Bernatzikgasse 2 |
| 1361                                                    | BW | Datei hochladen | Weimarer Straße 110 Standort            | 1954–1955 | Friedrich Punzmann | Natursteinplastik „Sitzender Knabe“ von Ludwig Schmidle | 34        | |
| 1353                                                    | BW | Datei hochladen | Weinberggasse 17 Standort               | 1952–1953 | Stephan A. Kraft, Alfred Schömer, Otto Nadel | Kachelwandbild „Weingarten“ von Franz von Zülow | 232       | Identadresse Scherpegasse 2, Hutweidengasse 20, Flotowgasse 17 |
| Franz-Weber-Hof 291                                     | 1 BW | Datei hochladen | Weinberggasse 60-78 Standort            | 1983–1988 | Peter Scheufler, Helmut Wimmer, Ernst Hoffmann, Heidulf Gerngroß, Eva Mang, Helmut Christen, Helmut Puschner, Johann Brennig, Stefan K. Hübner, Peter Erblich, Anton Schweighofer, Michael Stepanek, Walter Hoffelner, Gerhard Kroj, Manfred Hirschler, Peter Scheifinger, Helmut Richter, Heinz Dieter Kajaba, Bernd Stanzel, Hans Kukula, Karl Mang, Helmut Schultmeyer | Brunnenplastik „Flusslandschaft“ von Gottfried Höllwarth, Steinskulptur von Franz Xaver Ölzant | 430       | Benannt nach Franz Weber. Identadresse Gräfweg 5, Gräfweg 3, Börnergasse 12 |

## Julius-Tandler-Heim
| Name / ID                                            | Foto |                 | Adresse                   | Baujahr | Architekt(en) | Kunstobjekte                                                                                              | Wohnungen | Anmerkungen                                                     |
| ---------------------------------------------------- | ---- | --------------- | ------------------------- | ------- | ------------- | --- | --------- | --------------------------------------------------------------- |
| Julius-Tandler-Heim HERIS-ID: 75129 Objekt-ID: 88604 | 1    | Datei hochladen | Billrothstraße 9 Standort | 1927    | Ella Briggs   | Relieftafel aus den 1950er-Jahren, die mehrere Figuren zeigt und die Aufschrift Julius-Tandler-Heim trägt | 27        | Denkmalschutz Ursprünglich eine Erweiterung des Pestalozzihofes |